# Казино Констанцы
Казино Констанцы (рум. Cazinoul din Constanța) — казино, располагающееся в румынском городе Констанца в здании по бульвару Елизаветы, дом 2. Построено в стиле арт-нуво. В настоящее время исторический монумент (включён в список монументов Министерством по делам культуры и религий Румынии).

## История
С 1880 по 1902 годы на месте казино проводились театральные представления и спортивные игры, его посещали туристы. Строительство началось в 1904 году, изначальный план здания разработал архитектор Петре Антонеску, следуя традициям румынского искусства. Однако после заливки фундамента планы изменились, и строительство казино доверили архитектору французского или швейцарского происхождения Даниэлю Ренару. Он отказался от принципов румынского стиля в пользу сочетания мотивов и большей надёжности, выстроив здание под влиянием космополитической эры казино.
Здание было достроено и открыто в 1910 году. Пресса (в основном газета Conservatorul) критиковала Ренара за большую продолжительность работы и итоговый результат, скептически отнесясь к смешению стилей и заявлениях об эстетичности, отметив плохой вкус Ренара. Стены внутри здания были облицованы досками и были окрашены масляными красками. В здании были бальный зал (благодаря чему в здании могли проводиться балы, организованные властями муниципалитета), два читальных зала, две игровые комнаты и терраса у моря.

Открытие официально состоялось в августе 1910 года. В 1914 году в здании казино побывал император Николай II Александрович со своей семьёй. В 1934 году здание было отреставрировано по проекту того же Ренара. Во время Второй мировой войны в здании казино располагалась больница, а в послевоенные годы оно было переоборудовано в ресторан. Однако в связи с высокими затратами на обслуживание, повысившимися после ремонта в 1986—1988 году (при участии художников Сорина Думитру, Георге Фирца, Иоан Митурца, Нае Мира, Николае Молодвяну), казино закрыли в 1990 году. В настоящее время оно является памятником культуры Румынии (по решению Министерства по делам культуры и религий Румынии), но находится в аварийном состоянии, поэтому доступ внутрь запрещён.